# Channallabes alvarezi
Channallabes alvarezi es una especie de pez de la familia Clariidae en el orden de los Siluriformes.

## Morfología
• Los machos pueden llegar alcanzar los 41,3 cm de longitud total.
- Número de  vértebras: 92-105.[2][3]

## Hábitat
Es un pez de agua dulce y de clima tropical.

## Distribución geográfica
Se encuentran en África: río Kie y  cuenca del río Woleu.